# GSAT-19
GSAT-19 — экспериментальный геостационарный спутник связи Индийской организации космических исследований.
Спутник содержит оборудование для связи в Ku- и Ka-диапазоне и радиационный спектрометр GRASP (англ. Geostationary Radiation Spectrometer) для изучения природы заряженных частиц и их влияния на космические аппараты и их электронное оборудование.
Также аппарат будет использоваться для испытания различных технологий, таких как новая индийская модульная космическая платформа I-6K, ионные двигатели для маневрирования на орбите, развёртываемые радиаторы системы терморегуляции, литий-ионные аккумуляторные батареи и радиочастотные усилители C-диапазона на базе лампы бегущей волны собственного производства, миниатюрная инерциальная навигационная система, оптические приборы и другие.
Построен на базе индийской космической платформы I-3K, размеры в сложенном состоянии — 2,0 × 1,77 × 3,1 м. Масса спутника составляет 3136 кг, что делает его самым тяжёлым космическим аппаратом, запущенным с индийского космопорта.
Запуск спутника состоялся 5 июня 2017 года в ходе первого, демонстрационного, орбитального запуска индийской тяжёлой ракеты-носителя GSLV Mk.III со стартовой площадки Космического центра им. Сатиша Дхавана на острове Шрихарикота.
GSAT-19 был выведен на орбиту 158 × 34 579 км, наклонение 21,55°, чуть ниже запланированной 170 × 35 975 км, 21,5°. После одного короткого, коррекционного, и 3 основных включений апогейного двигателя, спутник вышел на рабочую геопереходную орбиту, 10 июня 2017 года.